# Teng-feng
Městský okres Teng-feng (čínsky v českém přepisu Teng-feng š’, pchin-jinem Dēngfēng Shì, znaky 登封市) patří pod městskou prefekturu Čeng-čou v provincii Che-nan v Čínské lidové republice. Má rozlohu 1220 čtverečních kilometrů a žije v něm přes šest set tisíc obyvatel.
Do okresu Teng-feng patří posvátná hora Sung Šan a dále řada významných chrámů (například pagoda Sung-jüe a chrám Čung-jüe) a klášterů (například klášter Šaolin) i vědeckých budov (například observatoř Kao-čcheng), které jsou souhrnně zapsány na seznam světového dědictví dle UNESCO jako Historické památky Teng-fengu.